# 夏侯勝
夏侯 勝（かこう しょう、生没年不詳）は、前漢の儒学者。字は長公。魯国の人だったが出身地の所属が変わり東平国の人となる。

## 略歴
同族の夏侯始昌は五経に通じて斉の『詩経』や『書経』を教授していた。武帝に重んじられ、柏梁台が火事になる日を言い当てた。武帝の子の昌邑王劉髆の太傅に選ばれ、寿命で死亡した。
夏侯勝は若くして親を失い、夏侯始昌より書経と『洪範五行伝』を伝授され、災異を説くことを学んだ。徴用されて博士・光禄大夫となった。
そのころ、昭帝が死亡して昌邑王劉賀が即位していたが、夏侯勝は劉賀がしばしば外出するのを諌めて「天がずっと曇っているのに雨が降りません。臣下に上を落としいれようと企む者がいます。何故出歩くのですか」と言った。劉賀は怒って夏侯勝を怪しい言葉を吐いたとみなして縛って役人に任せた。しかし大将軍霍光は彼の案件を取り上げず、劉賀を廃位する策謀が漏れたと思って共謀者の車騎将軍張安世を責めた。しかし彼は誰にも言っていないと答えたので夏侯勝を召し出して尋ねると、夏侯勝は『洪範五行伝』に基づいて推察したと答え、霍光らは大いに驚いて彼を重んじた。その後、劉賀は霍光・張安世らに廃位されて宣帝が即位し、皇太后上官氏が政治を見ることとなったため、霍光は夏侯勝を皇太后の師とした。夏侯勝は長信少府に昇進し、関内侯の位を賜り、宣帝即位を成功させた功績で千戸を加増された。
宣帝は先帝を称えるため、武帝の廟の制度を議論するようにと詔を出した。夏侯勝は独り「武帝は異民族を退け領土を拡大した功績はありますが、民は戦争や飢えに苦しんだのですから、特別扱いするべきではありません」と反対した。他の者が「このことは詔で命令されたことである」と言っても、夏侯勝は「その詔は従うべきではありません。人臣として、正論を直言するべきであり、阿諛追従するべきではありません。一旦議論を口にしたのだから、死んでも悔いはありません」と答えた。丞相蔡義・御史大夫田広明は夏侯勝およびその議論を弾劾しなかった丞相長史黄覇を弾劾し、両者を獄に下した。武帝の廟は世宗廟とするよう定められた。
黄覇はそこで「朝に道を聞かば、夕べに死すとも可なり」と孔子の言葉を引用して獄中で夏侯勝より書経を学んだ。三年して大赦を受け、夏侯勝は諫大夫・給事中となった。
夏侯勝は純朴で威儀の無い人柄だった。あるとき、皇帝の言葉を人に話した事があり、皇帝はそれを責めた。夏侯勝は「陛下の言葉が良いものだと思ったので、堯の言葉が天下に流布しているように天下に伝えるべきと思い伝えたのです」と答えた。また皇帝は大きな議論があるごとに夏侯勝に「先生は前の件で懲りずに正論を通すように」と言った。
夏侯勝は再度長信少府となり、太子太傅に遷り、『書経』・『論語』を教授した。90歳で在官のまま死亡し、墓地を賜って平陵に葬られた。皇太后上官氏は師匠であった彼のために喪に服し、儒者はこれを栄誉と思った。
夏侯勝は儒学者に講義するたびに、いつも「士たるもの経書に明るくないことを悩むべきだ。経書に詳しければ卿大夫になることも地面の草を拾うがごとき簡単なことだ。経書を学んでも詳しくなれないなら、畑に帰って農作業をした方がいい」と言っていた。
夏侯勝の従父の子の夏侯建は夏侯勝らから経書を学び、五経の各学説を取り入れて自説を飾った。夏侯勝は彼を「大道を壊すものだ」と非難し、夏侯建も夏侯勝の学説が粗略であると非難した。夏侯建の学説は大成し、彼は太子少傅に至った。
夏侯勝の子の夏侯兼は左曹太中大夫、孫の夏侯堯は長信少府・大司農・大鴻臚、曾孫の夏侯藩は郡太守・州牧・長楽少府に至った。また夏侯勝の弟の子の夏侯賞は梁国内史に、その子の夏侯定国は豫章太守に至った。また夏侯建の子の夏侯千秋も少府・太子太傅に至った。